# أموري نيلسون هاردي
أموري نيلسون هاردي (بالإنجليزية: Amory N. Hardy)‏ هو مصور أمريكي، ولد في 1835 في نيو غلويسستر في الولايات المتحدة، وتوفي في 24 فبراير 1911 في ماساتشوستس في الولايات المتحدة.